# نانولوله کربنی

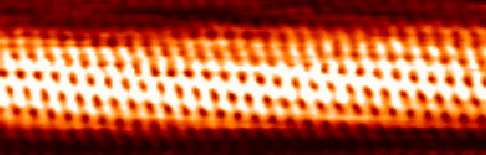
تصویر میکروسکوپی یک نانولوله کربنی تک‌جداره.

نانولوله‌های کربنی (CNTs) لوله‌هایی هستند که از کربن ساخته شده و قطرهایی در حد نانومتر دارند.
نانولوله‌های کربنی اغلب به نانولوله‌های کربنی تک‌جداره (SWCNT) با قطرهایی در محدوده یک نانومتر اشاره دارند. همچنین می‌‌توان از نانولوله‌های چندجداره نیز نام برد. آنها در سال ۱۹۹۳ به‌طور جداگانه توسط ایجیما و ایچیهاشی و بتهونه و همکاران کشف شدند. نانولوله‌های کربنی تک جداره یکی از دگرشکل‌های کربن است و واسطه‌ای بین فولرن و گرافن‌های مسطح است.

نانولوله کربنی تک‌جداره زیگزاگ در حال چرخش.

می‌توان نانولوله‌های کربنی تک جداره را به عنوان برش‌هایی از یک شبکه شش‌ضلعی اتم‌های کربنی که در امتداد یکی از بردارهای شبکه براوه قرار گرفته‌اند تصور کرد تا یک استوانهٔ توخالی شکل بگیرد، هرچند آنها به این روش ساخته نمی‌شوند. نانولوله‌های کربنی، ساختارهای حلقوی توخالی و متشکل از اتم‌های کربن هستند که می‌توانند به شکل تک یا چندجداره آرایش یابند و دارای خواص فلزی و شبه رسانایی نیز هستند.
نانولوله‌های کربنی به نانولوله‌های کربنی چندجداره(MWCNT) هم اشاره دارند که متشکل از نانولوله‌های کربنی تک‌جداره تو در تو هستند، که تحت اثر نیروهای ضعیف واندروالس در یک ساختار حلقه‌مانند درختی به هم متصل شده‌اند. این لوله‌ها بسیار شبیه لایه‌های کربن مستقیم و موازی اوبرلین، اندو و کویاما هستند که به صورت استوانه‌ای در اطراف یک لوله توخالی قرار گرفته‌اند. همچنین، نانولوله‌های کربنی چندجداره گاهی به نانولوله‌های کربنی دودیواره و سه‌دیواره اشاره دارد.
نانولوله‌های کربنی همچنین می‌توانند به لوله‌هایی با ساختار دیواره کربنی نامشخص و قطر کمتر از ۱۰۰ نانومتر اشاره کنند. چنین لوله‌هایی در سال ۱۹۵۲ توسط رادوشکویچ و لوکیانویچ کشف شدند.
طول یک نانولوله کربنی که با روش‌های معمول تولید شده‌است اغلب گزارش نمی‌شود، اما معمولاً طول آن بسیار بیشتر از قطر آن است؛ بنابراین، برای بسیاری از اهداف، اثرات انتهایی نادیده گرفته می‌شوند و طول نانولوله‌های کربنی بی‌نهایت در نظر گرفته می‌شوند.
نانولوله‌های کربنی می‌توانند رسانایی الکتریکی قابل توجهی داشته باشند، در حالی که بقیه نیمه‌هادی هستند. آنها همچنین به علت نانوساختار بودن و استحکام پیوندهای بین اتم‌های کربن، دارای مقاومت کششی و رسانندگی گرمایی بالایی هستند. انتظار می‌رود این خصوصیات در بسیاری از حوزه‌های فناوری مانند الکترونیک، نورشناسی، مواد کامپوزیت (جایگزین یا تکمیل‌کننده الیاف کربن)، فناوری نانو و سایر کاربردهای علم مواد باارزش باشد.
لوله کردن یک شبکه شش ضلعی در امتداد جهات مختلف برای ساخت نانولوله‌های کربنی تک جداره بی‌نهایت طویل، نشان می‌دهد که همه این لوله‌ها نه تنها دارای تقارن مارپیچی، بلکه دارای تقارن انتقالی در امتداد محور لوله هستند. همچنین، بسیاری از آنها دارای تقارن مرکزی حول این محور هستند. این ساختار به نانولوله کربنی تک‌جداره اجازه می‌دهد که با یک جفت عدد صحیح نام‌گذاری شود.

## خواص
بسیاری از خصوصیات نانولوله‌های کربنی تک جداره به‌طور قابل توجهی به نوع (n,m) بستگی دارد و این وابستگی غیر یکنواخت است (به نمودار کاتورا مراجعه کنید). به‌طور خاص، نوار ممنوعه می‌تواند از صفر تا حدود ۲ الکترون‌ولت متغیر باشد و رسانایی الکتریکی می‌تواند رفتار فلزی یا نیمه رسانایی را نشان دهد.

### خواص مکانیکی

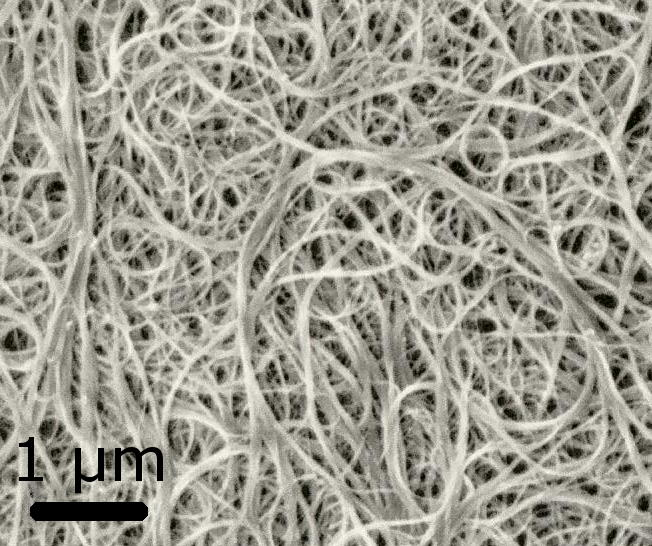
یک تصویر میکروسکوپی الکترونی روبشی از بسته‌های نانولوله کربنی

نانولوله‌های کربنی از لحاظ مقاومت کششی و مدول کشسان قوی‌ترین و سخت‌ترین موادی هستند که تاکنون کشف شده‌است. این قدرت از پیوندهای sp2 کووالانسی حاصل می‌شود که بین تک تک اتم‌های کربن تشکیل شده‌است. در سال ۲۰۰۰، یک نانولوله کربنی چند جداره آزمایش شد و مشخص شد دارای مقاومت کششی ۶۳ گیگاپاسکال (910000 psi) است. (برای درک بهتر، این مقدار معادل است با توانایی تحمل کشش وزنی معادل ۶٬۴۲۲ کیلوگرم نیرو (۶۲۹۸۰ نیوتن؛ ۱۴،160 lbf) توسط کابلی با مقطع ۱ میلی‌متر مربع (۰٫۰۰۱۶ اینچ مربع)). مطالعات بیشتر، مانند مطالعه‌ای که در سال ۲۰۰۸ انجام شد، نشان داد که پوسته نانولوله کربنی قدرتی تا ۱۰۰ گیگاپاسکال (۱۵٬۰۰۰،000 psi) دارند، که با مدل‌های کوانتومی/اتمی سازگار است. از آنجا که نانولوله‌های کربنی به نسبت سایر جامدات، چگالی کم ۱٫۳ تا ۱٫۴ گرم بر سانتی‌متر مکعب را دارند، مقاومت ویژه آن‌ها تا ۴۸۰۰۰ کیلونیوتن متر بر کیلوگرم است که در مقایسه با بقیه مواد شناخته شده بهترین است، در مقایسه با فولاد پر کربن که مقاومت ویژه ۱۵۴ کیلونیوتن متر بر کیلوگرم دارد.
اگرچه مقاومت پوسته هر نانولوله کربنی بسیار زیاد است، فعل و انفعالات برشی ضعیف بین پوسته‌های مجاور و لوله‌ها منجر به کاهش قابل توجهی در مقاومت مؤثر نانولوله‌های کربنی چندجداره و دسته‌های نانولوله‌های کربنی می‌شود که فقط به چند گیگاپاسکال می‌رسد. این محدودیت اخیراً با استفاده از تابش الکترونی پرانرژی، که پوسته‌های داخلی و لوله‌ها را بهم پیوند می‌زند، برطرف شده‌است، به طوری که به‌طور مؤثر مقاومت این مواد را به ۶۰ گیگاپاسکال برای نانولوله‌های کربنی چند جداره و ≈۱۷ گیگاپاسکال برای نانولوله‌های کربنی دو جداره افزایش می‌دهد. نانولوله‌های کربنی تحت فشار چنین قدرتی ندارند. به خاطر ساختار توخالی و نسبت ابعادی بالا، وقتی تحت تنش فشاری، پیچشی یا خمشی قرار بگیرند، کمانش می‌کنند.
از طرف دیگر، شواهدی وجود داشت که آنها در جهت شعاعی نسبتاً نرم هستند. اولین مشاهده میکروسکوپ الکترونی عبوری از الاستیسیته شعاعی حاکی از آن است که حتی نیروهای واندروالس هم می‌توانند دو نانولوله مجاور را تغییر شکل دهند. بعدها، چندین گروه برای اندازه‌گیری کمی الاستیسیته شعاعی نانولوله‌های کربنی چند جداره از اندازه‌گیری نانو با میکروسکوپ نیروی اتمی استفاده کردند. مدول یانگ در مقیاس چندین گیگاپاسکال نشان داد که نانولوله‌های کربنی در واقع در جهت شعاعی بسیار نرم هستند.

### خواص الکتریکی

ساختارهای باند که با استفاده از تقریب اتصال محکم برای نانولوله (۶٬۰) (زیگزاگ، فلزی)، نانولوله (۱۰٬۲) (نیمه رسانا) و نانولوله (۱۰٬۱۰) (صندلی، فلزی) محاسبه شده‌اند.

بر خلاف گرافن که یک‌نیمه‌فلز دوبعدی است، نانولوله‌های کربنی یا فلزی یا نیمه‌رسانا در امتداد محور لوله هستند. برای یک نانولوله (n,m)، اگر n = m باشد، نانولوله فلزی است. اگر n - m مضربی از ۳ و n ≠ m و nm ≠ ۰ باشد، نانولوله شبه‌فلزی است و شکاف باند بسیار کوچکی دارد. در غیر این صورت نانولوله یک نیمه‌رسانای متوسط است. بنابراین، همه نانولوله‌های (n = m) فلزی هستند و نانولوله‌های (۶٬۴)، (۹٬۱) و غیره نیمه رسانا هستند. نانولوله‌های کربنی نیمه فلزی نیستند زیرا نقطه منحط (نقطه‌ای که در آن باند π [اتصال] با باند * π [ضد اتصال] به هم می‌رسند، که در آن انرژی به صفر می‌رسد) کمی از نقطه K در منطقه بریلو تغییر مکان داده‌است. این تغییر مکان ناشی از انحنای سطح لوله است.

### خواص نوری
نانولوله‌های کربنی ویژگی‌های مفیدی همچون جذب، نورتابناکی (فلورسنس) و طیف‌سنجی رامان دارند. روش‌های طیفی امکان توصیف سریع و غیرمخرب مقادیر نسبتاً زیاد نانولوله‌های کربنی را فراهم می‌کنند. تقاضای زیادی برای چنین خصوصیاتی در صنعت وجود دارد: پارامترهای زیادی از سنتز نانولوله را می‌توان به‌طور عمدی یا ناخواسته تغییر داد تا کیفیت نانولوله تغییر کند. جذب نوری، طیف‌سنجی نوری و رامان امکان توصیف سریع و قابل اعتماد «کیفیت نانولوله» را از نظر محتوای کربن غیرلوله‌ای، ساختار نانولوله‌های تولید شده و نواقص ساختاری فراهم می‌کند. این ویژگی‌ها تقریباً هر ویژگی دیگری مانند خصوصیات نوری، مکانیکی و الکتریکی را تعیین می‌کنند.

### خواص حرارتی
انتظار می‌رود که همهٔ نانولوله‌ها رسانای گرمایی بسیار خوبی در امتداد لوله باشند، خاصیتی که به «رسانش پرتابیک» معروف است، اما مجانب محور لوله (در جهت شعاعی)، عایق‌های خوبی باشند. اندازه‌گیری‌ها نشان می‌دهد که یک SWNT تکی در امتداد محور خود، رسانندگی گرمایی حدود ۳۵۰۰ وات بر متر کلوین، در دمای اتاق دارد. این مقدار را با مس مقایسه کنید، فلزی که به دلیل رسانندگی گرمایی خوب شناخته شده‌است و ۳۸۵ وات بر متر کلوین را منتقل می‌کند. یک SWNT تکی در جهت شعاعی (مجانب محور لوله)، رسانندگی گرمایی ۱٫۵۲ وات بر متر کلوین در دمای اتاق دارد، که تقریباً به اندازه رسانندگی گرمایی خاک است. مجموعه‌های ماکروسکوپی نانولوله‌ها مانند فیلم‌ها یا الیاف تاکنون به ۱۵۰۰ وات بر متر کلوین رسیده‌اند. شبکه‌های نانولوله‌ها مقادیر مختلفی از رسانندگی گرمایی را نشان می‌دهند، از سطح عایق حرارتی با رسانندگی گرمایی ۰٫۱ وات بر متر کلوین تا مقادیر بالایی که به آنها اشاره شد. این تفاوت به دلیل وجود ناخالصی‌ها، ناهماهنگی‌ها و سایر عواملی است که در مقاومت حرارتی تأثیرگذار هستند. پایداری دمایی نانولوله‌های کربنی تا ۲۸۰۰ درجه سانتیگراد در خلا و حدود ۷۵۰ درجه سانتیگراد در هوا تخمین زده شده‌است.
نواقص کریستالوگرافی به شدت بر خصوصیات حرارتی لوله تأثیر می‌گذارد. چنین نقص‌هایی منجر به پراکندگی فونون می‌شود که به نوبه خود سرعت شل شدن فونون‌ها را افزایش می‌دهد. این باعث کاهش مسیر آزاد متوسط و کاهش رسانایی گرمایی ساختارهای نانولوله می‌شود. شبیه‌سازی‌های انتقال فنون نشان می‌دهد که نقص‌های جانشینی مانند نیتروژن یا بور در درجه اول منجر به پراکندگی فونون‌های نوری با فرکانس بالا می‌شود. هرچند، نواقص در مقیاس بزرگتر مانند نقص Stone Wales باعث پراکندگی فونون در طیف گسترده‌ای از فرکانس‌ها می‌شود، که منجر به کاهش بیشتر رسانندگی گرمایی می‌شود.